# Maria Louise Poschacher
Maria Louise Poschacher, auch Marie Louise oder Marialouisa, lt. Taufregister Maria Aloisia Johanna, (* 1. April 1886 in Wien; † 16. August 1965 in Mauthausen) war eine österreichische akademische Bildhauerin aus Mauthausen in Oberösterreich.

## Leben
Sie wurde als Tochter des österreichischen Steinmetzmeisters, Architekten und Industriellen Anton Poschacher und dessen Frau Louise, geb. Ried, geboren, wuchs in Mauthausen auf und unternahm nach dem Tod des Vaters mit der Mutter ausgedehnte Reisen beispielsweise im Mittelmeer, Italien, Holland, England und Skandinavien. Sie nutzte den Aufenthalt in den Hauptstädten zum Besuch der Museen, wo sie ihren künstlerischen Horizont stark erweitern konnte. Wieder zurück in der Heimat nahm sie Malunterricht in Wien.
Während des Ersten Weltkriegs war sie als Rotkreuzschwester tätig und zwar zunächst in der Chirurgischen Klinik des Wiener Allgemeinen Krankenhauses und von 1915 bis 1918 bei der Malteser-Mission in Sofia. Auf Grund der Inflation Anfang der 1920er-Jahre verlor sie ihr ganzes Vermögen. Für ihr Studium in München gab sie Nachhilfeunterricht in Englisch und Französisch und wohnte außerhalb der Stadt, da sie keine Aufenthaltsbewilligung für München bekam.

## Ausbildung, Beruflicher Aufenthalt in Java, Rückkehr nach Mauthausen
Von 1920 bis 1926 studierte sie elf Semester lang an der Akademie der bildenden Künste München bei Moritz Heymann und Benno Becker. Vornehmlich studierte sie Malerei, spezialisierte sich in späteren Semestern aber auf die Bildhauerei. 1927 schloss sie ihr Studium als akademische Bildhauerin ab und wurde Mitglied des Münchner Kunstringes. Zahlreiche ihrer damals entstandenen Porträts waren auf Ausstellungen unter anderem auch im Münchner Glaspalast zu sehen.
Von 1927 bis 1931 lebte sie auf Java, wo sie bei Freunden unterkam und sich durch die Annahme von Porträtaufnahmen den Lebensunterhalt verdiente. U.a. schuf sie Büsten des indischen Dichters Rabindranath Tagore, dessen Ostasien-Expedition sie bereits im August 1927 nach Bali zusammen mit Walter Spies begleitete, und des Bürgermeisters von Surabaja. Weiters schuf sie dort zahlreiche Grabdenkmäler und Kinderporträts.
Von Java aus machte sie ausgedehnte Reisen nach China, Japan, Thailand, Bali und den Philippinen, wo sie jeweils Kunstausstellungen veranstaltete. Neben den bildhauerischen Arbeiten entstanden zahlreiche Radierungen und Aquarelle.
Nach ihrer Rückkehr fand eine kollektive Ausstellung ihrer Werke im Wiener Künstlerhaus statt. Da sie an einer Tropenkrankheit litt, die trotz mehrerer Genesungsaufenthalte nicht geheilt werden konnte, war sie ab 1940 auf einen Rollstuhl angewiesen. Von ihrer künstlerischen Arbeit ließ sie sich auch in dieser Zeit nicht abbringen. Ergänzend dazu beschäftigte sie sich mit der Familiengeschichte und führte umfangreiche Korrespondenz mit ihren zahlreichen in- und ausländischen Bekannten.

## Ausstellungen (Auswahl)
- 1928 Glaspalast München
- 1929 Künstlerhaus Wien
- 1930 Peking Institut of Fine Arts, Peking
- 1930 Shanghai
- 1931 Semarang
- 1943 Große Herbstausstellung des Künstlerbundes Oberdonau in den Landhaussälen in Linz
- 2022 Auftritt der Frauen, Nordico, Linz[4]